# 파네베지스주

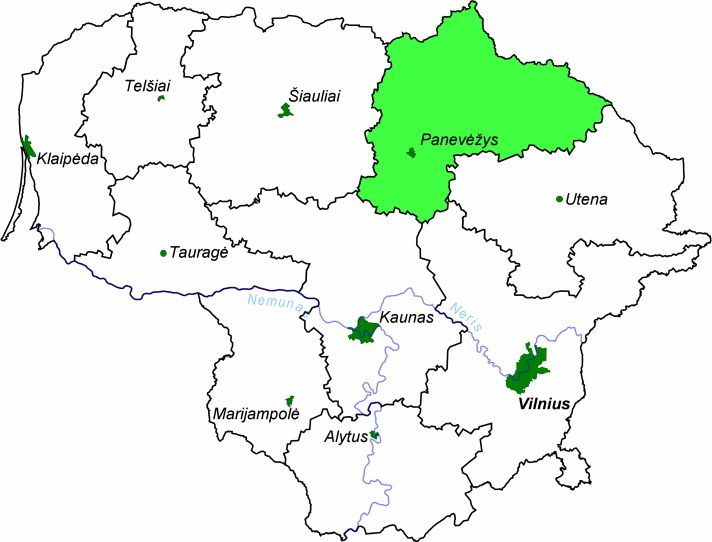
파네베지스 주의 위치

파네베지스주(리투아니아어: Panevėžio apskritis)는 리투아니아 북동부에 위치한 주로 주도는 파네베지스이며 면적은 7,881km2, 인구는 284,235명(2008년 기준), 인구 밀도는 36명/km2, ISO 3166-2 코드는 LT-PN이다. 6개 지방 자치체(비르자이구, 쿠피슈키스구, 파네베지스시, 파네베지스구, 파스발리스구, 로키슈키스구)를 관할한다.

주기
주 문장